# Robert de Lasteyrie
Robert Charles de Lasteyrie du Saillant, né le 15 novembre 1849 à Paris et mort le 29 janvier 1921 à Allassac, est un homme politique, historien et archiviste français.

## Biographie

### Jeunesse

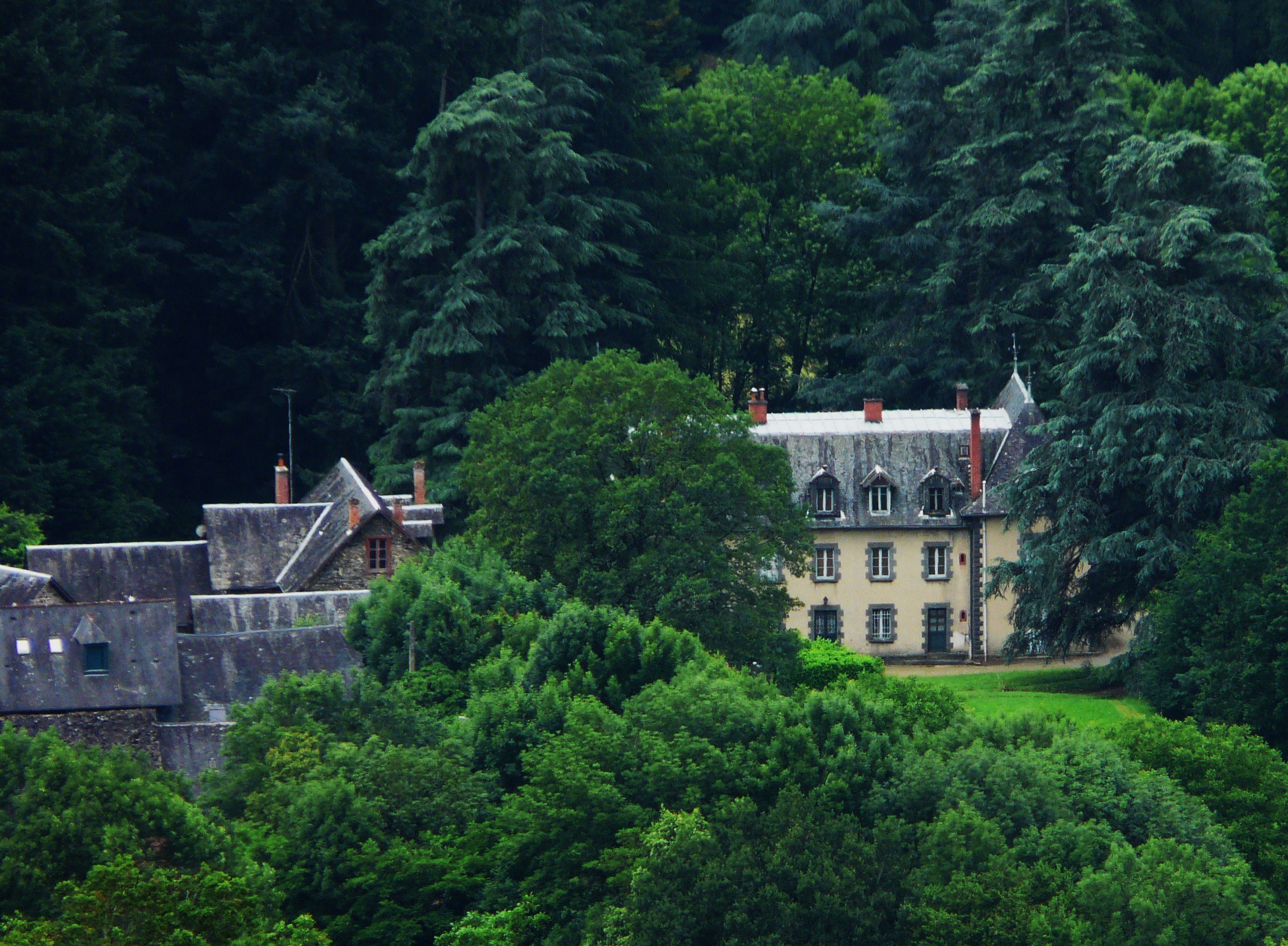
Le château de Lasteyrie au Saillant.

Fils de Ferdinand Charles Léon de Lasteyrie qui a partagé sa vie entre la politique et l'archéologie, Robert de Lasteyrie est reçu premier à l'École des Chartes.
Il termine la guerre de 1870 comme capitaine.

### Vie adulte
Il obtient le diplôme d'archiviste-paléographe en janvier 1873 avec une thèse sur les comtes et vicomtes de Limoges antérieurs à l'an mil. Nommé d'abord aux Archives nationales, il est ensuite élu professeur à l'École des chartes en 1880.
Il est élu député de la seconde circonscription de la Corrèze en décembre 1893, à l'occasion d'une élection partielle. Battu au renouvellement de 1898, il se consacre à nouveau à ses recherches sur la sculpture et l'architecture françaises du Moyen Âge.
Lors de l'Affaire Dreyfus, il s'implique dans le parti antidreyfusard, en critiquant l'attitude des autres professeurs de l'école des chartes, Paul Meyer, Arthur Giry et Auguste Molinier, qui avaient déposé en faveur d'Émile Zola lors de son procès.

## Famille
Il épouse, le 21 novembre 1876, Marie Antoinette Éléonore Alphonsine Desforges-Boucher (1857-1934), fille de Antoine Joseph Charles Desforges-Boucher et de Marie Cornélie Marguerite Richard de Tussac. Ils ont trois enfants :
- Charles de Lasteyrie, comte de Lasteyrie (27 août 1877 - 28 juin 1936) épouse Marie-Marguerite Poiret (17 août 1885 - 20 août 1873), dont descendance ;
- Marthe de Lasteyrie du Saillant (21 mai 1880 - 21 août 1960) épouse Marie Joseph Charles Adhémar Maurice de Chergé (16 avril 1876 - 20 mai 1866), dont descendance ;
- Robert Louis de Lasteyrie du Saillant, comte de Lasteyrie (1er juin 1885 - 10 janvier 1915), célibataire, sans enfants.

## Distinctions

### Décorations françaises
- Officier de la Légion d'honneur (décret du 2 avril 1912)[4].
  -  Chevalier de la Légion d'honneur (décret du 5 mai 1871)

### Hommages
- Élu membre de l'Institut en 1890.
- Avenue Robert de Lasteyrie à Allassac.

## Publications
- Ferdinand de Guilhermy (recueillies et publiées par) et Robert de Lasteyrie, Inscriptions de la France du Ve siècle au XVIIIe : ancien diocèse de Paris, t. V, Paris, Imprimerie nationale, 1883, VI-615 p. (lire en ligne)
- Cartulaire général de Paris, ou Recueil de documents relatifs à l'histoire et à la topographie de Paris, t. 1 528-1180, Paris, Imprimerie nationale, 1887, XLV-564 p. (lire en ligne), 5 planches
- Études sur la sculpture française au moyen âge, Paris, Ernest Leroux éditeur, 1902, 144 p. (lire en ligne), XXII planches
- L'architecture religieuse en France à l'époque romane : ses origines, son développement, Paris, Librairie Alphonse Picard et fils, 1912, VII-749 p. (lire en ligne)
- L'architecture religieuse en France à l'époque gothique, t. 1, Paris, Auguste Picard éditeur, 1926, X-544 p. (lire en ligne), t. 2, 1927, 604 p.(lire en ligne)

### Revue «Monumets et mémoires»
- « Les Miniatures d'André Beauneveu et de Jacquemart de Hesdin », Monuments et mémoires, t. 3,‎ 1896, p. 71-119 (lire en ligne), planches VI-XI